# یواس‌اس اسپیرفیش (اس‌اس-۱۹۰)
یواس‌اس اسپیرفیش (اس‌اس-۱۹۰) (به انگلیسی: USS Spearfish (SS-190)) یک زیردریایی بود که طول آن ۳۱۰ فوت ۶ اینچ (۹۴٫۶۴ متر) بود. این زیردریایی در سال ۱۹۳۸ ساخته شد.